# Онищенко Олексій Мусійович
Олексі́й Мусі́йович Они́щенко (30 вересня 1928, — 23 лютого 2006) — український економіст-аграрник, доктор економічних наук (1973), професор (1974), член-кореспондент НАНУ, академік Української академії аграрних наук (1991).

## Життєпис
Олексій Онищенко народився 30 вересня 1928 року. в  с.  Нова Україна, Козельщинський район, Полтавська область.
У 1947 році з відзнакою закінчив Полтавський сільськогосподарський технікум.
У 1952 році закінчив економічний факультет Харківського сільськогосподарського інституту, працював референтом. 
З 1952 по 1955 роки навчався в аспірантурі в Інституті економіки АН УРСР.
У 1985 році член-кореспондент НАНУ,\
У 1990 році був обраний академік НАН України.

## Наукова діяльність
У 1955 рокці захистив кандидатську дисертацію з проблеми економічного розвитку тваринництва півдня України. 
Працював молодшим науковим співробітником Інституту економіки АН УРСР (1955), старшим науковим співробітником (1956) та завідувачем відділу господарського розрахунку (1961—1963) Українського НДІ економіки організації сільського господарства, старшим науковим співробітником відділу економічної кібернетики (1963—1966), завідувачем відділу оптимізації міжгалузевих комплексних проблем (1966—1972) Інституту економіки АН УРСР.
Олексій Онищенко досліджував проблеми управління великими державними сільськогосподарськими підприємствами і колгоспами. Найплідніший творчий період розпочався після захисту докторської дисертації (1972) і, особливо, на посаді завідувача відділу економічних відносин в аграрно-промисловому комплексі Інституту економіки АН УРСР/України (1972—1994). У працях ученого сформульовані концептуальні положення, що розкривали особливості вдосконалення організації суспільного виробництва, введення в науковий обіг поняття елементарної одиниці організаційної структури АПК, поглиблено уявлення про агропромислові виробничі цикли, визначено ключові моменти концепції організаційного розвитку АПК.
За цикл наукових праць (у співавторстві) з соціально-економічних проблем підвищення ефективності сільськогосподарського виробництва і розвитку АПК був удостоєний премії ім. О. Шліхтера АН УРСР (1984). Запропонований ним новий підхід до тлумачення суті інтенсифікації сільськогосподарського виробництва полягав у визначенні процесу інтенсифікації за показниками виробництва продукції в розрахунку на одиницю виробничих ресурсів.
Водночас структуру АПК 1980-х років Онищенко бачив недосконалою, екстенсивною. З проголошенням державної незалежності України 1991 вчений одним із перших включився в спростування догм учення про переваги державної та колективної форм власності над приватною. На основі аналізу результатів сільського господарства країн Європи та США показав безперечні переваги ринкової економіки. Розробив план реформування АПК України в перехідний період: зміну відносин власності, приватизації майна, обліку паїв та дивідендів. Виступив рішучим критиком програми приватизації землі, що випливала з ухваленої Верховною Радою України (жовтень 1991) «Концепції роздержавлення і приватизації підприємств, землі та житлового фонду», вважаючи її такою, що призведе до некерованого розвалу колгоспів і радгоспів, погіршить використання землі. Був одним з авторів проекту Закону «Про приватизацію землі в Україні», положення якого лягли в основу Земельного кодексу України (1992).
Позитивну оцінку політиків і спеціалістів одержали пропозиції вченого щодо необхідності застосування в земельних відносинах України права спільної, часткової, спільно-сумісної власності. Олексій Мусійович зазначав, що відсутність в Україні ринку землі стримує рух власності і гальмує процес її концентрації в руках ефективних господарів. Водночас вважав, що в 1990-ті рр. операції купівлі—продажу землі є передчасними і шкідливими, такими, що спричинятимуть спекуляції нею. У науковому доробку Онищенка чільне місце посідали теоретичні і методологічні напрацювання концептуальних основ аграрної політики. Спираючись на результати глибокого аналізу зарубіжного досвіду, вчений визначив центральним завданням агрополітики обґрунтування необхідності та шляхів формування приватної власності селян на землю, інші засоби виробництва.
Олексій Онищенко був заступником академіка-секретаря Відділення економіки НАН України, членом редколегій наукових видань «Економіка. Закон. Ринок», «Економіка АПК», членом експертної ради ВАК України. За сумісництвом працював на посаді професора кафедри економіки й організації сільського господарства Національного економічного університету та організації і управління Національного університету харчових технологій. Керував підготовкою 7 докторів і 40 кандидатів наук. 

## Праці
Олексій  Онищенко автор понад 400 наукових праць.
Керував підготовкою 9 докторів і 339 кандидатів економічних наук.

## Відзнаки та нагороди
- орден «Знак пошани»;
- премія Української академії аграрних наук;
- медалі.